# Gorilla gorilla gorilla

Cranio di un soggetto di sesso maschile

Il gorilla di pianura occidentale (Gorilla gorilla gorilla Savage, 1847) è una sottospecie di gorilla occidentale che comprende la quasi totalità degli individui della specie.

## Descrizione
Il gorilla di pianura occidentale è la sottospecie più piccola di gorilla ma ha ancora dimensioni e forza eccezionali. Questa specie di gorilla presenta un marcato dimorfismo sessuale. Non possiedono code e hanno la pelle nera come il corvino insieme a capelli neri ruvidi che coprono tutto il loro corpo tranne il viso, le orecchie, le mani e i piedi. Il pelo sul dorso e sulla groppa dei maschi assume una colorazione grigia e si perde anche con l'età. Questa colorazione è il motivo per cui i maschi più anziani sono conosciuti come "silverback". Le loro mani sono proporzionalmente grandi con unghie su tutte le dita (simili a quelle degli umani) e pollici molto grandi. Hanno musi corti, arcate sopracciliari prominenti, narici grandi e occhi e orecchie piccoli. Altre caratteristiche sono grandi muscoli nella regione della mascella insieme a denti larghi e forti. Tra questi denti ci sono forti serie di canini frontali e grandi molari nella parte posteriore della bocca per macinare frutta e verdura.
Un maschio in posizione eretta può essere alto fino a 1,8 m (5 piedi 11 pollici) e pesare fino a 270 kg (600 libbre). I maschi hanno un peso medio di 140 kg (310 lb), le femmine di 90 kg (200 lb).  I maschi in cattività, tuttavia, sono noti per essere in grado di raggiungere pesi fino a 275 kg (606 libbre).  I maschi in posizione eretta sono alti 1,67 m (5 piedi 6 pollici), le femmine 1,5 m (4 piedi 11 pollici).  Il proprietario dello zoo John Aspinallha affermato che un gorilla silverback nel fiore degli anni ha la forza fisica di sette o otto sollevatori di pesi olimpici, ma questa affermazione non è verificata. I gorilla occidentali spesso stanno in piedi, ma camminano in modo curvo, quadrupede, con le mani arricciate e le nocche che toccano il suolo. Questo stile di movimento richiede braccia lunghe; in effetti, l'apertura delle braccia dei gorilla occidentali è maggiore della loro altezza in piedi.

## Biologia ed ecologia
I gruppi di gorilla di pianura occidentale viaggiano all'interno di un raggio d'azione medio di 8–45 km² (3,1–17,4 miglia quadrate). I gorilla non mostrano un comportamento territoriale e i gruppi vicini spesso si sovrappongono agli intervalli. Il gruppo di solito predilige una certa area all'interno dell'home range ma sembra seguire un modello stagionale a seconda della disponibilità di frutti in maturazione e, in alcuni siti, di grandi radure localizzate (paludi e "bais"). I gorilla normalmente percorrono 3–5 km (1,9-3,1 mi) al giorno. Le popolazioni che si nutrono di alimenti ad alto contenuto energetico che variano spazialmente e stagionalmente tendono ad avere intervalli di giorni più lunghi rispetto a quelle che si nutrono di alimenti di qualità inferiore ma più costantemente disponibili. Gruppi più numerosi percorrono distanze maggiori per procurarsi cibo a sufficienza.
È più facile per i maschi viaggiare da soli e spostarsi tra i gruppi, poiché prima di raggiungere l'età della maturità sessuale, i maschi lasciano il loro gruppo natale e attraversano una "fase di scapolo" che può durare diversi anni sia in isolamento che in un gruppo non riproduttivo. Tuttavia, mentre entrambi i sessi lasciano il loro gruppo di nascita, le femmine fanno sempre parte di un gruppo riproduttivo. Ai maschi piace stabilirsi con altri membri maschi della loro famiglia. I loro gruppi riproduttivi sono costituiti da un maschio silverback, tre femmine adulte e la loro prole. Il gorilla maschio ha il ruolo di protettore. Le femmine tendono a stringere legami solo con altre femmine nel loro gruppo natale, ma formano forti legami con i maschi. I maschi competono anche in modo aggressivo per il contatto con le femmine.
Il gruppo di gorilla è guidato da uno o più maschi adulti. Nei casi in cui c'è più di un maschio silverback in un gruppo, molto probabilmente sono padre e figlio. Si ritiene che i gruppi contenenti un solo maschio siano l'unità di base del gruppo sociale, che cresce gradualmente di dimensioni a causa della riproduzione e della migrazione di nuovi membri. Nello studio condotto a Lope, i gorilla raccolgono la maggior parte del loro cibo arboricolo, ma meno della metà i loro nidi notturni sono costruiti sugli alberi. Si trovano spesso a terra e sono composti da un massimo di 30 gorilla. I gorilla di pianura occidentali vivono nei gruppi familiari più piccoli di tutti i gorilla, con una media di quattro-otto membri ciascuno. Il leader (il silverback) organizza attività di gruppo, come mangiare, nidificare e viaggiare nel proprio raggio d'azione. Coloro che sfidano questo maschio alfa tendono a essere intimiditi da impressionanti spettacoli di potenza fisica. Può stare in piedi, lanciare oggetti, fare cariche aggressive e battere il suo enorme petto con le mani a coppa mentre emette potenti fischi o ruggisce. Nonostante queste esibizioni e l'ovvia potenza fisica degli animali, i gorilla sono generalmente calmi e non aggressivi a meno che non vengano disturbati. I giovani gorilla, dai tre ai sei anni, ricordano agli osservatori umani dei bambini. Trascorrono gran parte della loro giornata giocando.

### Dieta
Essendo principalmente erbivori, la dieta principale dei gruppi di gorilla di pianura occidentale è costituita da radici, germogli, frutta, sedano selvatico, corteccia d'albero e polpa che viene fornita nella fitta foresta dell'Africa centrale e occidentale. Durante la stagione delle piogge i gorilla consumano comunemente frutta. Mentre nella stagione secca si registra una diminuzione del consumo di frutti carnosi, si continua comunque a consumare altri tipi di frutta. La diversità dei frutti consumati era maggiore nell'anno povero di frutta, quando le specie di frutta preferite non riuscivano a produrre grandi raccolti. Di tanto in tanto possono anche mangiare insetti. L'alimento comune all'interno delle fibre sono gli steli erbacei.
Importanti specie alimentari sono state suddivise in tre categorie. Alimenti di base che vengono consumati su base giornaliera/settimanale durante tutto l'anno, alimenti stagionali che sono presenti nella maggior parte delle risorse quando disponibili e alimenti di ripiego che sono sempre disponibili, ma consumati solo o principalmente durante i mesi in cui la frutta scarseggia. L'adulto mangerà circa 18 kg (40 libbre) di cibo al giorno. I gorilla si arrampicano su alberi alti fino a 15 metri in cerca di cibo. Non spogliano mai completamente la vegetazione da una singola area poiché la rapida ricrescita della vegetazione consente loro di rimanere all'interno di un raggio d'azione ragionevolmente limitato per lunghi periodi di tempo.
Mangiano una combinazione di frutta e fogliame, fornendo un equilibrio di nutrienti, a seconda del periodo dell'anno. Tuttavia, quando è disponibile la frutta matura, tendono a mangiare più frutta rispetto al fogliame. Quando la frutta matura scarseggia, mangiano foglie, erbe e corteccia. Durante i mesi piovosi di luglio e agosto, i frutti sono maturi; tuttavia, nelle stagioni secche, i frutti maturi scarseggiano. I gorilla scelgono la frutta ad alto contenuto di zucchero per l'energia, così come la fibra.

### Riproduzione
Le femmine di gorilla di pianura occidentale non producono molti figli a causa del fatto che non raggiungono la maturità sessuale fino all'età di 8 o 9 anni. Le femmine di gorilla danno alla luce un bambino dopo un periodo di gestazione di quasi nove mesi. I gorilla femmine non mostrano segni di gravidanza. A differenza dei loro potenti genitori, i neonati sono minuscoli, pesano 4 libbre (1,8 kg), ma sono in grado di aggrapparsi al pelo delle loro madri. Questi cuccioli cavalcano sulla schiena delle loro madri dall'età di quattro mesi fino ai primi due o tre anni della loro vita. I neonati possono dipendere dalla madre fino a cinque anni.
Uno studio su oltre 300 nascite di gorilla femmine in cattività ha rivelato che le femmine più anziane tendono a dare alla luce più figli maschi rispetto alle femmine di età inferiore a 8 anni. È probabile che questo modello derivi da pressioni selettive sulle femmine affinché abbiano maschi in un momento in cui possono procurarseli in modo più efficace, poiché il successo riproduttivo maschile varia probabilmente più di quello delle femmine e dipende maggiormente dal ruolo materno.
È stato osservato che le femmine di gorilla di pianura occidentale che vivono in un gruppo guidato da un solo maschio mostrano comportamenti sessuali durante tutte le fasi del loro ciclo riproduttivo e durante i periodi di non fertilità. È stato osservato che tre femmine su quattro hanno avuto comportamenti sessuali durante la gravidanza e due femmine su tre hanno avuto comportamenti sessuali durante l'allattamento. Le femmine hanno molte più probabilità di impegnarsi e partecipare a comportamenti e attività sessuali in un giorno in cui un'altra femmina è sessualmente attiva. È stato scoperto che le femmine di gorilla di pianura occidentale partecipano a comportamenti sessuali non riproduttivi al fine di aumentare il loro successo riproduttivo attraverso la competizione sessuale. Aumentando il successo riproduttivo della femmina, diminuisce poi il successo riproduttivo di altre femmine di gorilla.
Occasionalmente in questa sottospecie è stato osservato l'infanticidio da parte di gorilla maschi adulti. Le vittime non sono mai imparentate con l'assassino. Un maschio fa questo per avere l'opportunità di accoppiarsi con la madre, che altrimenti non sarebbe disponibile mentre si prende cura della sua giovane prole.

## Distribuzione e habitat
Vive nelle foreste montane, primarie e secondarie e nelle paludi di pianura di Camerun, Repubblica Centrafricana, Congo, Guinea Equatoriale, Gabon (detta foresta del Congo) e nella provincia di Cabinda dell'Angola. Viveva anche nelle regioni occidentali della Repubblica Democratica del Congo, ma sembra che non vi sia più presente.
I gorilla di pianura occidentali vivono principalmente nella foresta pluviale, nella foresta paludosa, nella boscaglia, nella vegetazione secondaria, nelle radure e ai margini della foresta, nei campi agricoli abbandonati e nella foresta fluviale. Vivono nella foresta tropicale di pianura primaria e secondaria ad altitudini che si estendono dal livello del mare fino a 1.300 m (4.300 piedi). La quantità media di precipitazioni nelle aree in cui risiedono tipicamente i gorilla di pianura occidentale è di circa 1.500 mm (59 pollici) all'anno con le precipitazioni maggiori tra i mesi di agosto e novembre. I gorilla di pianura occidentali non sono tipicamente osservati nelle aree vicine agli insediamenti umani e ai villaggi. È noto che evitano le aree con strade e fattorie che mostrano segni di attività umana. Questi gorilla prediligono le aree in cui le piante commestibili sono più abbondanti. La foresta palustre è ora considerata un'importante fonte di cibo e habitat per il gorilla di pianura occidentale. Queste aree supportano i gorilla sia nella stagione umida che in quella secca della foresta. Attualmente si ritiene che la foresta della Repubblica del Congo ospiti la maggior parte della popolazione di gorilla di pianura occidentale. Proteggono i gorilla con l'isolamento delle loro vaste aree forestali paludose.

## Conservazione
Negli anni '80 un censimento effettuato in Africa equatoriale riscontrò la presenza di 100.000 esemplari appartenenti a questa sottospecie. Dopo anni di bracconaggio e deforestazione i ricercatori sono stati costretti ad abbassare le stime a 50.000 esemplari.
Pattugliamenti compiuti dalla Wildlife Conservation Society nel 2006 e nel 2007 hanno scoperto che nella Repubblica del Congo, precisamente nelle foreste paludose della Riserva della Comunità del Lago Tele e nelle foreste (asciutte) di Marantacee circostanti, si trovano più di 100.000 gorilla di cui non era mai stata accertata prima la presenza.
Grazie a questa nuova scoperta la popolazione attuale di gorilla di pianura occidentali si aggirerebbe intorno ai 150.000–200.000 esemplari. Nonostante ciò, la sottospecie (come la specie) continua ad essere considerata a rischio critico di estinzione (Critically Endangered) a causa della vulnerabilità all'Ebola, alla deforestazione e al bracconaggio.

## Curiosità
I maschi adulti sono inclini a sviluppare la cardiomiopatia, una malattia cardiaca degenerativa. Babec, un gorilla di pianura occidentale che si trovava allo Zoo di Birmingham, in Alabama (USA), è stato il primo gorilla a cui è stato impiantato un pacemaker artificiale.